# Spear of Destiny
Spear of Destiny — відеогра, шутер від першої особи, приквел до Wolfenstein 3D. Розроблена компанією ID Software та випущена в 1992 році компанією FormGen для операційної системи MS-DOS. У 1994 році FormGen створила та випустила другий і третій епізоди гри. Так само, як і в Wolfenstein 3D, головним героєм Spear of Destiny є американський шпигун Вільям "Бі-Джей" Бласковіц, якому доручено повернути легендарний Спис Долі, викрадений нацистами з Версальського палацу.

## Ігровий Процес
Гравець стикається зі озброєними нацистськими солдатами, мутантами та сторожовими собаками, які нападають на головного героя, якщо той потрапить в їх поле зору. Крім того, деякі види ворогів реагують на звуки пострілів. У грі Spear of Destiny є можливість прихованої ліквідації ворогів. Кожен п'ятий епізод призводить до зіткнення з босом — особливо сильним ворогом.

Під час проходження, гравець може знаходити боєприпаси та зброю, які або лежать на різних місцях на підлозі, або «випадають» з вбитих ворогів. У епізоді Spear of Destiny доступні ніж, пістолет, пістолет-кулемет та багатозарядний кулемет. При цьому в грі використовується лише один вид боєприпасів, який підходить для будь-якої вогнепальної зброї.

Спочатку гравець має 100 % очок здоров'я, кількість яких зменшується в результаті пошкоджень, завданих ворогами. Втрачене здоров'я можна відновити за допомогою аптечок та їжі. Якщо здоров'я падає до 0 %, то головний герой помирає. Якщо ще залишаються «життя», то гравець може почати проходження з того ж рівня, але спочатку, і при цьому втрачається все знайдене — вся зброя, окрім пістолета і зброї ближнього бою, а також весь досвід, зароблений за проходження цього рівня. Якщо під час смерті немає «життів», то проходження епізоду закінчується. Щоб завершити рівень, гравець повинен дістатися до ліфту. В кінці кожного рівня проводиться підрахунок (у відсотках) ліквідованих гравцем ворогів, знайдених коштовностей і секретних областей, а в кінці кожного епізоду — підрахунок очок.

## Сюжет
У епізоді Spear of Destiny за наказом Адольфа Гітлера нацисти викрадають з Версалю легендарний артефакт — Спис Долі. Завдання Вільяма «Бі-Джея» Бласковіца, головного героя гри, полягає в тому, щоб повернути артефакт. Бласковіц проникає у фортецю, проривається через нацистів, у бою перемагає Транса Гросе, Барнакла Вільгельма, Убермутанта і Лицаря Смерті — босів епізоду, а в кінці зустрічається з головним босом — Янголом Смерті та повертає Спис.
У Return to Danger і The Ultimate Challenge нацисти знову викрадають Спис Долі. У цих епізодах Бі-Джей стикається з новими босами: підводником Віллі, Доктором Кваркблітцом, Гансом «Сокирою» фон Шліффеном, Роботом, у фінальному протистоянні перемагає Втілення Диявола, викликане Гітлером, і двічі повертає вказаний артефакт.